# پستونک (فیلم)
پستونک (انگلیسی: The Pacifier) فیلمیست در سبک کمدی و اکشن به کارگردانی آدام شنکمن که در سال ۲۰۰۵ منتشر شد.

## داستان
یک دانشمند آمریکایی بخاطر اختراع وسیله ای بسیار مهم به اسم GHOST توسط صربها ربوده شده و بقتل می‌رسد. در پی این اتفاق همسر او «جولی» به اتفاق یک مأمور امنیتی عازم ژنو می‌شود تا صندوق امانات محرمانه شوهرش را که حاوی فرمول ساخت اختراعش است باز کنند. در این مدت یک تفنگدار ماهر نیروی دریائی به اسم «شان» مأموریت می‌یابد از ۵ فرزند جولی مراقبت کند زیرا احتمال ربوده شدن بچه‌ها نیز وجود دارد. شان در ابتدا تصمیم می‌گیرد با اعمال نظم در خانه از پس آنها بر بیاید، اما پس از استعفای پرستار بچه‌ها وظیفه سنگینی بر عهده او گذاشته می‌شود…

## بازیگران
- وین دیزل
- لورن گراهام
- فیت فورد
- بریتنی اسنو
- مورگان یورک
- مکس تیریوت
- کارول کین
- براد گرت
- کریس پاتر
- تیت داناوان
- کایل اشمید
- پاتریک سوویزی
- آن فلچر
- اسکات تامپسون
- جردن تودسی